# MixRadio
MixRadio (anteriormente Nokia MixRadio, Nokia Music, Nokia Music Store y OVI Music Store) fue un servicio de música propiedad de Line Corporation, creado originalmente por Nokia.
MixRadio ofrecía streaming de listas de reproducción sin ninguna subscripción o anuncios, disponible en 31 países. Los usuarios podían actualizarse a MixRadio+ por 3.99€ al mes, pero este servicio no estaba disponible en todos los países.

## Historia
El 29 de agosto de 2007 Nokia lanzó la Ovi Music Store como parte de su ecosistema Ovi. La idea original era proveer, a todos los usuarios de teléfonos Nokia capaces de reproducir MP3, una tienda de música tanto en el teléfono como en el PC.
La Ovi Music Store abrió oficialmente en Reino Unido el 1 de octubre de 2007 ofreciendo música de SonyBMG, Universal Music, EMI y Warner Music Group, entre otros.
El servicio tuvo su propio software que sirvió de puente entre la tienda en el PC y la del teléfono. Fue conocido como Nokia Ovi Player, y más tarde como Nokia Music Player.
El 20 de noviembre de 2013 Nokia renombra el servicio como "Nokia MixRadio". Posteriormente, tras la venta a Microsoft, fue renombrado otra vez como "MixRadio" simplemente en julio de 2014.
El 18 de diciembre de 2014, Microsoft anunció la venta de MixRadio a Line Corporation, operación que se completó en marzo de 2015. En febrero de 2016 Line anunciaba el cierre del servicio.
El 01/01/2018 se cerró del todo la aplicación dejando de funcionar.

## Disponibilidad
MixRadio estaba disponible en 31 países:
Australia, Austria, Brasil, Canadá, China, Finlandia, Francia, Alemania, India, Indonesia, Irlanda, Italia, Malasia, México, Países Bajos, Noruega, Polonia, Portugal, Rusia, Arabia Saudí, Sudáfrica, Singapur, España, Suecia, Suiza, Tailandia, Turquía, los Emiratos Árabes Unidos , el Reino Unido, los Estados Unidos de América y Vietnam.

## Comes With Music
En octubre de 2008, Nokia anunció el Nokia 5800, un competidor directo del iPhone y que llevaba consigo el servicio Comes With Music, que consistía en un año gratis de descargas musicales incluidas en el precio del teléfono.
Dentro de la caja del teléfono se encontraba una tarjeta con un código que se asociaba al PC mediante la dirección MAC y al teléfono móvil mediante IMEI, de forma que el PC y el teléfono móvil asociados tenían descargas ilimitadas de música durante un año.
Hasta 2010, los archivos de música tenían DRM, por lo que no podían ser grabados en CD sino que solo podían ser reproducidos en el teléfono. En septiembre de 2010 cambió el nombre a Unlimited Music Download.
Comes with Music y Unlimited Music Downloads ya no se encuentran disponibles.